# Crime et Châtiment (film, 1983)
Pour les articles homonymes, voir Crime et Châtiment (homonymie).
Pour plus de détails, voir Fiche technique et Distribution.
Crime et Châtiment (en finnois : Rikos ja rangaistus) est un film finlandais réalisé par Aki Kaurismäki, sorti en 1983.

## Synopsis
Une adaptation du roman Crime et Châtiment de Fiodor Dostoïevski.

## Fiche technique
- Titre : Crime et Châtiment
- Titre original : Rikos ja rangaistus
- Réalisation : Aki Kaurismäki
- Scénario : Aki Kaurismäki et Pauli Pentti (fi), d'après Fiodor Dostoïevski
- Producteur : Mika Kaurismäki
- Photographie : Timo Salminen
- Montage : Veikko Aaltonen
- Société de production : Villealfa (fi)
- Pays d'origine :  Finlande
- Langue : finnois
- Format : Couleurs - Mono - 35 mm
- Genre : Drame
- Durée : 93 minutes
- Date de sortie : 2 décembre 1983

## Distribution
- Markku Toikka (fi) : Antti Rahikainen
- Aino Seppo (fi) : Eeva Laakso
- Esko Nikkari (fi) : inspecteur Pennanen
- Olli Tuominen : détective Snellman
- Hannu Lauri (fi) : chef de service Heinonen
- Matti Pellonpää : Nikander
- Pentti Auer (fi) : Kari Honkanen
- Asmo Hurula (fi) : barman
- Tiina Pirhonen (fi) : servante
- Kari Sorvali (fi) : Sormunen
- Risto Aaltonen (fi) : peintre
- Tarja Keinänen (fi) : madame Pennanen
- Harri Marstio (fi) : chanteur